# Adventures of Tron
Adventures of Tron (Las aventuras de Tron) es un videojuego de acción producido por Mattel, y fue lanzado para Atari 2600 en 1982.  Se basa en la película de Walt Disney  Tron  y ha recibido comentarios favorables de parte de crítica.